# Bardanes Tourkos
Bardanes, bijgenaamd Tourkos, "de Turk" (Grieks: Βαρδάνης ὁ Τοῦρκος), fl. 795-803), was een Byzantijnse generaal van waarschijnlijk Armeense afkomst, die in 803 een mislukte opstand lanceerde tegen keizer Nikephoros I (regeerde 802-811). Hoewel hij een belangrijk aanhanger van de Byzantijnse keizerin Irene van Byzantium (regeerde 797-802) was geweest, werd hij al snel na haar val door Nikephoros benoemd als opperbevelhebber van de  Anatolische legers. Vanuit deze positie lanceerde hij in juli 803 een opstand, waarschijnlijk kon hij zich niet vinden in het economische en religieuze beleid van Nikephoros. Zijn troepen marcheerden naar Constantinopel, maar slaagden er daar niet in om de steun van de bevolking te winnen. Op dit punt lieten een aantal van zijn belangrijke aanhangers in de steek. Terughoudend om de troepen die loyaal aan de keizer waren te confronteren, gaf Bardanes het op. Hij gaf zich over en trok zich als monnik terug in een klooster dat hij zelf had opgericht. Daar werd hij verblind, waarschijnlijk op bevel van Nikephoros. 